# Let There Be Rock (AU)
Let There Be Rock – czwarty album studyjny australijskiego zespołu AC/DC, wydany 21 marca 1977 roku. Wszystkie utwory są autorstwa Angusa Younga, Malcolma Younga, i Bona Scotta.
Album został oryginalnie wydany przez wytwórnię Albert Productions. Zmodyfikowana ogólnoświatowa edycja została wydana przez wytwórnię Atlantic w czerwcu 1977 r.

## Opis albumu
Na Let There Be Rock zespół zamienił swoje grubo brzmiące riffy na surowy, brudny dźwięk, wyprodukowując przy tym takie utwory jak tytułowy „Let There Be Rock”, „Hell Ain't a Bad Place to Be”, czy „Whole Lotta Rosie”. Ponadto, gdy na poprzednich albumach zespołu można było wyczuć brak powagi w muzyce zespołu, ten album daje bardziej odmienne uczucie. Dziś ten album jest uważany za jeden z najlepszych albumów AC/DC. Let There Be Rock jest również ostatnim albumem AC/DC na którym na gitarze basowej gra Mark Evans, który grał na poprzednich dwóch albumach zespołu, T.N.T. z 1975 r. i Dirty Deeds Done Dirt Cheap z 1976 r.
3 kwietnia 1977 r., zespół wykonał na żywo utwór „Dog Eat Dog” w australijskim programie muzycznym Countdown. W lipcu 1977 r., zespół dalej promował album Let There Be Rock kręcąc teledysk do tytułowego utworu. Teledysk nakręcony został w kościele, w którym Bon Scott jest przebrany za księdza, a reszta zespołu jest przebrana za ministrantów. Oba utwory są zawarte na DVD zespołu z 2005 r., The Family Jewels.
Ta edycja albumu została dodatkowo wkrótce przepakowana razem z ogólnoświatową wersją okładki, przez co pierwszy raz jakakolwiek australijska edycja albumu zespołu miała taką samą okładkę co ogólnoświatowa edycja.
W 1980 r., AC/DC wydało film koncertowy nazwany Let There Be Rock. W 1997 r., zapis audio z tego samego koncertu został wydany na płycie 2. i 3. kompilacyjnego albumu Bonfire.

## Ogólnoświatowe wydanie
Jak i na poprzednich albumach AC/DC, są różnice pomiędzy australijską edycją a ogólnoświatową edycją, wydaną w czerwcu 1977 r. Bądź co bądź, australijska wersja albumu jest oryginalnie dostępna na międzynarodowym rynku poza Stanami Zjednoczonymi i Japonią, ale tylko na oryginalnym wydaniu winylowym. Wszystkie ogólnoświatowe wydania CD zawierają zmodyfikowaną listę utworów.
Wytwórnia Atlantic usunęła utwór „Crabsody in Blue” z prawdziwej ogólnoświatowej wersji. Utwór został zastąpiony przez skróconą wersję utworu „Problem Child” z albumu Dirty Deeds Done Dirt Cheap, wydanego we wrześniu 1976 r. Utwór „Crabsody in Blue” nie został oficjalnie wydany ogólnoświatowo na płycie CD.
Ogólnoświatową wersję okładki wyróżnia także debiut klasycznego logo zespołu.

## Lista utworów
1. „Go Down” – 5:20 (winyl), 5:31 (CD)
2. „Dog Eat Dog” – 3:35
3. „Let There Be Rock” – 6:06
4. „Bad Boy Boogie” – 4:27
5. „Overdose” – 6:09
6. „Crabsody in Blue” – 4:39
7. „Hell Ain't a Bad Place to Be” – 4:14
8. „Whole Lotta Rosie” – 5:23

- Kompozytorami wszystkich utworów są Angus Young, Malcolm Young, i Bon Scott.

## Twórcy

### Wykonawcy
- Angus Young – gitara prowadząca
- Malcolm Young – gitara rytmiczna
- Bon Scott – śpiew
- Phil Rudd – perkusja
- Mark Evans – gitara basowa

### Produkcja
- Producenci: Harry Vanda, George Young
- Inżynier dźwięku: Mark Opitz